# Джогстеттер, Боб
Роберт Джогстеттер (англ. Robert Jaugstetter; род. 15 июня 1948, Саванна, Джорджия) — американский гребной рулевой, выступавший за сборную США по академической гребле в период 1975—1984 годов. Серебряный призёр летних Олимпийских игр в Лос-Анджелесе, серебряный и бронзовый призёр чемпионатов мира, обладатель бронзовой медали Панамериканских игр в Мехико, победитель и призёр многих регат национального значения. Также известен как тренер по гребле.

## Биография
Боб Джогстеттер родился 15 июня 1948 года в городе Саванна, штат Джорджия.
Занимался академической греблей во время учёбы в Университете Сент-Джозеф, состоял в местной гребной команде, неоднократно принимал участие в различных студенческих регатах. Окончил университет в 1970 году.
Первого серьёзного успеха в гребле на взрослом международном уровне добился в сезоне 1975 года, когда вошёл в основной состав американской национальной сборной и побывал на Панамериканских играх в Мехико, откуда привёз награду бронзового достоинства, выигранную в зачёте распашных рулевых четвёрок. Выступил также на мировом первенстве в Ноттингеме — в той же дисциплине сумел квалифицироваться лишь в утешительный финал B и расположился в итоговом протоколе соревнований на десятой строке.
На чемпионате мира 1977 года в Амстердаме в восьмёрках стал шестым.
В 1978 году на мировом первенстве в Карапиро в рулевых четвёрках финишировал четвёртым.
На чемпионате мира 1979 года в Бледе в восьмёрках показал пятый результат.
Входил в состав олимпийской сборной, которая должна была участвовать в летних Олимпийских играх 1980 года в Москве, однако Соединённые Штаты вместе с несколькими другими западными странами бойкотировали эти соревнования по политическим причинам. Много лет спустя за пропуск этой Олимпиады Джогстеттер был награждён Золотой медалью Конгресса США.
В 1981 году в четвёрках стал серебряным призёром на чемпионате мира в Мюнхене.
На мировом первенстве 1982 года в Люцерне взял бронзу среди четвёрок.
В 1983 году на чемпионате мира в Дуйсбурге занял седьмое место в четвёрках.
Благодаря череде удачных выступлений удостоился права защищать честь страны на домашних Олимпийских играх 1984 года в Лос-Анджелесе. В составе экипажа-восьмёрки пришёл к финишу вторым, уступив в решающем заезде только команде из Канады, и тем самым завоевал серебряную олимпийскую медаль. Вскоре по окончании этих соревнований принял решение завершить спортивную карьеру.
Впоследствии в течение многих лет занимался тренерской деятельностью, в частности готовил гребные команды Уичитского университета, Северо-Восточного университета, Тулейнского университета.